# Schriften zur Verfassungsgeschichte
Die Schriften zur Verfassungsgeschichte (VG) sind eine Schriftenreihe, die beim Verlag Duncker & Humblot in Berlin verlegt wird und in der seit 1961 unregelmäßig Monografien (mit wenigen Ausnahmen) erscheinen. Die Reihe wurde parallel zur Zeitschrift Der Staat ins Leben gerufen und die ersten beiden Bände wurden von deren Redakteuren publiziert.
Die Reihe hat von Beginn an und bis heute keine Herausgeber. Über die Aufnahme von Schriften – zumeist Dissertationen – entscheidet der Verlag.

## Veröffentlichungen
- Band 1: Ernst-Wolfgang Böckenförde: Die deutsche verfassungsgeschichtliche Forschung im 19. Jahrhundert. Zeitgebundene Fragestellungen und Leitbilder. Duncker & Humblot, Berlin 1961, DNB 450524256 (zugl. phil. Diss., Universität München, 1961); 2. Auflage 1995, ISBN 978-3-428-08589-7.
- Band 2: Roman Schnur: Individualismus und Absolutismus. Zur politischen Theorie vor Thomas Hobbes (1600–1640). Duncker & Humblot, Berlin 1963.
- Band 3: Gerhard Wunder: Das Straßburger Gebiet. Ein Beitrag zur rechtlichen und politischen Geschichte des gesamten städtischen Territoriums vom 10. bis zum 20. Jahrhundert. Duncker & Humblot, Berlin 1965.
- Band 4: Eberhard von Koerber: Die Staatstheorie des Erasmus von Rotterdam. Duncker & Humblot, Berlin 1967.
- Band 5: Gerhard Wunder: Das Straßburger Landgebiet. Territorialgeschichte der einzelnen Teile des städtischen Herrschaftsbereiches vom 13. bis zum 18. Jahrhundert. Duncker & Humblot, Berlin 1967.
- Band 6: Hans Boldt: Rechtsstaat und Ausnahmezustand. Eine Studie über den Belagerungszustand als Ausnahmezustand des bürgerlichen Rechtsstaates im 19. Jahrhundert. Duncker & Humblot, Berlin 1967 (zugl. jur. Diss., Universität Heidelberg, 1965).
- Band 7: Helmut Kramer: Fraktionsbindungen in den deutschen Volksvertretungen 1819–1849. Duncker & Humblot, Berlin 1968.
- Band 8: Erwin Schömbs: Das Staatsrecht Johann Jakob Mosers (1701–1785). Duncker & Humblot, Berlin 1968 (zugl. jur. Diss., Universität Tübingen, 1966).
- Band 9: Erich Wyluda: Lehnrecht und Beamtentum. Studien zur Entstehung des preußischen Beamtentums. Duncker & Humblot, Berlin 1969.
- Band 10: Dirk Bavendamm: Von der Revolution zur Reform. Die Verfassungspolitik des Hamburgischen Senats 1849/50. Duncker & Humblot, Berlin 1969 (zugl. Diss., Universität Hamburg, 1967).
- Band 11: Enno Eimers: Das Verhältnis von Preußen und Reich in den ersten Jahren der Weimarer Republik (1918–1923). Duncker & Humblot, Berlin 1969.
- Band 12: Elmar Wadle: Reichsgut und Königsherrschaft unter Lothar III. (1125–1137). Ein Beitrag zur Verfassungsgeschichte des 12. Jahrhunderts. Duncker & Humblot, Berlin 1969.
- Band 13: Johannes Gut: Die Landschaft auf den Landtagen der markgräflich badischen Gebiete. Unter besonderer Berücksichtigung der Verhältnisse in der noch ungeteilten Markgrafschaft Baden und den durlachischen Besitzungen bis zum Regierungsantritt Markgraf Georg Friedrichs in allen Landen. Duncker & Humblot, Berlin 1970.
- Band 14: Manfred Friedrich: Zwischen Positivismus und materialem Verfassungsdenken. Albert Hänel und seine Bedeutung für die deutsche Staatsrechtswissenschaft. Duncker & Humblot, Berlin 1971.
- Band 15: Wolfgang Quint: Souveränitätsbegriff und Souveränitätspolitik in Bayern. Von der Mitte des 17. bis zur ersten Hälfte des 19. Jahrhunderts. Duncker & Humblot, Berlin 1971.
- Band 16: Manfred Wachenhausen: Staatsausgabe und Öffentliches Interesse in den Steuerrechtfertigungslehren des naturrechtlichen Rationalismus. Ein dogmengeschichtlicher Beitrag zur Rationalität des Modernen Staates in seinem Verhältnis zum Individuum. Mit einer Bibliographie. Duncker & Humblot, Berlin 1972.
- Band 17: Rolf Grawert: Staat und Staatsangehörigkeit. Verfassungsgeschichtliche Untersuchung zur Entstehung der Staatsangehörigkeit. Duncker & Humblot, Berlin 1973.
- Band 18: Michael Köhler: Die Lehre vom Widerstandsrecht in der deutschen konstitutionellen Staatsrechtstheorie der 1. Hälfte des 19. Jahrhunderts. Duncker & Humblot, Berlin 1973, ISBN 3-428-02908-9.
- Band 19: Hans K. Schulze: Die Grafschaftsverfassung der Karolingerzeit in den Gebieten östlich des Rheins. Duncker & Humblot, Berlin 1973, ISBN 3-428-02945-3 (zugl. Marburg, Universität, Habilitations-Schrift, 1970).
- Band 20: Thomas Würtenberger: Die Legitimität staatlicher Herrschaft. Eine staatsrechtlich-politische Begriffsgeschichte. Duncker & Humblot, Berlin 1973.
- Band 21: Peter-Christoph Storm: Der Schwäbische Kreis als Feldherr. Untersuchungen zur Wehrverfassung des Schwäbischen Reichskreises in der Zeit von 1648–1732. Duncker & Humblot, Berlin 1974, ISBN 3-428-03033-8.
- Band 22: Hasso Hofmann: Repräsentation. Studien zur Wort- und Begriffsgeschichte von der Antike bis ins 19. Jahrhundert. Duncker & Humblot, Berlin 1974 (Unveränd. Nachdr. der 1974 erschienenen 1. Aufl., 4. Aufl. mit einer neuen Einleitung), ISBN 3-428-11244-X.
- Band 23: Johannes Siemes: Die Gründung des modernen japanischen Staates und das deutsche Staatsrecht. Der Beitrag Hermann Roeslers. Duncker & Humblot, Berlin 1975.
- Band 24: Helmut Neuhaus: Reichstag und Supplikationsausschuß. Ein Beitrag zur Reichsverfassungsgeschichte der ersten Hälfte des 16. Jahrhunderts. Duncker & Humblot, Berlin 1977.
- Band 25: Carsten Brodersen: Rechnungsprüfung für das Parlament in der konstitutionellen Monarchie. Ein Beitrag zu den Auseinandersetzungen um die Ausgestaltung des parlamentarischen Budgetrechts in Preußen-Deutschland 1848–1877. Duncker & Humblot, Berlin 1977, ISBN 3-428-03899-1 (zugl. Diss., Universität Hamburg).
- Band 26: Friedrich Greve: Die Ministerverantwortlichkeit im konstitutionellen Staat, unter besonderer Berücksichtigung der Verfahren gegen den Minister von Scheele im Herzogtum Holstein 1855/56. Duncker & Humblot, Berlin 1977.
- Band 27: Hanns-Martin Bachmann: Die naturrechtliche Staatslehre Christian Wolffs. Duncker & Humblot, Berlin 1977.
- Band 28: Helga Wessel: Zweckmäßigkeit als Handlungsprinzip in der deutschen Regierungs- und Verwaltungslehre der frühen Neuzeit. Duncker & Humblot, Berlin 1978.
- Band 29: Gerfried Engelberg: Ständerecht im Verfassungsstaat, dargestellt am Beispiel der Auseinandersetzung um die Rechte der landschaftlichen Repräsentanten Ostfrieslands mit dem Königreich Hannover. Duncker & Humblot, Berlin 1979.
- Band 30: Dieter Wyduckel: Princeps Legibus Solutus. Eine Untersuchung zur frühmodernen Rechts- und Staatslehre. Duncker & Humblot, Berlin 1979.
- Band 31: Joachim Umlauf: Die deutsche Arbeiterschutzgesetzgebung 1880–1890. Ein Beitrag zur Entwicklung des sozialen Rechtsstaates. Duncker & Humblot, Berlin 1980.
- Band 32: Eberhard Schmidt: Beiträge zur Geschichte des preußischen Rechtsstaates. Duncker & Humblot, Berlin 1980.
- Band 33: Helmut Neuhaus: Reichsständische Repräsentationsformen im 16. Jahrhundert. Reichstag – Reichskreistag – Reichsdeputationstag. Duncker & Humblot, Berlin 1982, ISBN 3-428-05076-2.
- Band 34: Roman Schnur: Vive la République oder Vive la France. Zur Krise der Demokratie in Frankreich 1939/1940. Duncker & Humblot, Berlin 1982.
- Band 35: Roman Schnur: Revolution und Weltbürgerkrieg. Studien zur Ouverture nach 1789. Duncker & Humblot, Berlin 1983.
- Band 36: Demetrios L. Kyriazis-Gouvelis: Magna Carta. Palladium der Freiheiten oder Feudales Stabilimentum. Duncker & Humblot, Berlin 1984.
- Band 37: Christoph Gusy: Richterliches Prüfungsrecht. Eine verfassungsgeschichtliche Untersuchung. Duncker & Humblot, Berlin 1985.
- Band 38: Helmut Quaritsch: Souveränität. Entstehung und Entwicklung des Begriffs in Frankreich und Deutschland vom 13. Jahrhundert bis 1806. Duncker & Humblot, Berlin 1986, ISBN 3-428-06118-7.
- Band 39: Hermann Eichler: Verfassungswandel in England. Ein Beitrag zur europäischen Rechtsgeschichte des 17. und 18. Jahrhunderts. Duncker & Humblot, Berlin 1988, ISBN 3-428-06370-8.
- Band 40: Daniel Brühlmeier: Die Rechts- und Staatslehre von Adam Smith und die Interessentheorie der Verfassung. Duncker & Humblot, Berlin 1988, ISBN 3-428-06395-3.
- Band 41: Wilhelm Mößle: Inhalt, Zweck und Ausmaß. Zur Verfassungsgeschichte der Verordnungsermächtigung. Duncker & Humblot, Berlin 1990.
- Band 42: Heinz-Dieter Bayer: Der Staatsrat des Freistaates Preußen. Duncker & Humblot, Berlin 1992.
- Band 43: Achim Kurz: Demokratische Diktatur? Auslegung und Handhabung des Artikels 48 der Weimarer Verfassung 1919–25. Duncker & Humblot, Berlin 1992.
- Band 44: Heinz-Jürgen Böhme: Politische Rechte des einzelnen in der Naturrechtslehre des 18. Jahrhunderts und in der Staatstheorie des Frühkonstitutionalismus. Duncker & Humblot, Berlin 1993.
- Band 45: Uwe Bachnick: Die Verfassungsreformvorstellungen im nationalsozialistischen Deutschen Reich und ihre Verwirklichung. Duncker & Humblot, Berlin 1995.
- Band 46: Carl Gert Wolfrum: Christian Sommer, 1767–1835. Verfassungs- und Staatsverständnis eines deutschen Jakobiners. Duncker & Humblot, Berlin 1995, ISBN 3-428-08321-0 (zugl. Freiburg (Breisgau), Universität, Diss., 1993–1994).
- Band 47: Heinz Mohnhaupt, Dieter Grimm: Verfassung. Zur Geschichte des Begriffs von der Antike bis zur Gegenwart. Zwei Studien. Duncker & Humblot, Berlin 1995, 2. Aufl. 2002, ISBN 3-428-10952-X.
- Band 48: Ewald Grothe: Verfassungsgebung und Verfassungskonflikt. Das Kurfürstentum Hessen in der ersten Ära Hassenpflug. Duncker & Humblot, Berlin 1996, ISBN 3-428-08509-4.
- Band 49: Seog-Yun Song: Politische Parteien und Verbände in der Verfassungsrechtslehre der Weimarer Republik. Duncker & Humblot, Berlin 1996, ISBN 3-428-08542-6
- Band 50: Manfred Friedrich: Geschichte der deutschen Staatsrechtswissenschaft. Duncker & Humblot, Berlin 1997, ISBN 3-428-09114-0.
- Band 51: Karsten Ruppert: Bürgertum und staatliche Macht in Deutschland zwischen Französischer und deutscher Revolution. Duncker & Humblot, Berlin 1997, ISBN 3-428-09021-7.
- Band 52: Peter Claus Hartmann: Der Bayerische Reichskreis (1500 bis 1803). Strukturen, Geschichte und Bedeutung im Rahmen der Kreisverfassung und der allgemeinen institutionellen Entwicklung des Heiligen Römischen Reiches. Duncker & Humblot, Berlin 1997, ISBN 3-428-09057-8.
- Band 53: Bettina Braun: Die Eidgenossen, das Reich und das politische System Karls V. Duncker & Humblot, Berlin 1997, ISBN 3-428-08822-0.
- Band 54: Gerda Graf: Der Verfassungsentwurf aus dem Jahr 1787 des Granduca Pietro Leopoldo di Toscana. Edition & Übersetzung – das Verfassungsprojekt. Duncker & Humblot, Berlin 1998, ISBN 3-428-09325-9.
- Band 55: Bernd Hoppe: Von der parlamentarischen Demokratie zum Präsidialstaat. Verfassungsentwicklung am Beispiel der Kabinettsbildung in der Weimarer Republik. Duncker & Humblot, Berlin 1998, ISBN 3-428-09131-0.
- Band 56: Katrin Stein: Parteiverbote in der Weimarer Republik. Duncker & Humblot, Berlin 1999, ISBN 3-428-09508-1.
- Band 57: Peter Blomeyer: Der Notstand in den letzten Jahren von Weimar. Die Bedeutung von Recht, Lehre und Praxis der Notstandsgewalt für den Untergang der Weimarer Republik und die Machtübernahme durch die Nationalsozialisten. Eine Studie zum Verhältnis von Macht und Recht. Duncker & Humblot, Berlin 1999, ISBN 3-428-09571-5.
- Band 58: Horst Dippel (Hrsg.): Executive and legislative powers in the Constitutions of 1848–49. Duncker & Humblot, Berlin 1999, ISBN 3-428-09839-0.
- Band 59: Burchard Graf von Westerholt: Patrimonialismus und Konstitutionalismus in der Rechts- und Staatstheorie Karl Ludwig von Hallers. Begründung, Legitimation und Kritik des modernen Staates. Duncker & Humblot, Berlin 1999, ISBN 3-428-09933-8.
- Band 60: Günther Gillessen: Hugo Preuß. Studien zur Ideen- und Verfassungsgeschichte der Weimarer Republik. Duncker & Humblot, Berlin 2000, ISBN 3-428-10019-0.
- Band 61: Henning Uhlenbrock: Der Staat als juristische Person. Dogmengeschichtliche Untersuchung zu einem Grundbegriff der deutschen Staatsrechtslehre. Duncker & Humblot, Berlin 2000, ISBN 3-428-10071-9.
- Band 62: Christian Hermann Schmidt: Vorrang der Verfassung und konstitutionelle Monarchie. Eine dogmengeschichtliche Untersuchung zum Problem der Normenhierarchie in den deutschen Staatsordnungen im frühen und mittleren 19. Jahrhundert (1818–1866). Duncker & Humblot, Berlin 2000, ISBN 3-428-10068-9.
- Band 63: Oliver Lamprecht: Das Streben nach Demokratie, Volkssouveränität und Menschenrechten in Deutschland am Ende des 18. Jahrhunderts. Zum Staats- und Verfassungsverständnis der deutschen Jakobiner. Duncker & Humblot, Berlin 2001.
- Band 64: Nadine E. Herrmann: Entstehung, Legitimation und Zukunft der konkreten Normenkontrolle im modernen Verfassungsstaat. Eine verfassungsgeschichtliche Untersuchung des richterlichen Prüfungsrechts in Deutschland unter Einbeziehung der französischen Entwicklung. Duncker & Humblot, Berlin 2001.
- Band 65: Heiko Holste: Der deutsche Bundesstaat im Wandel (1867–1933). Duncker & Humblot, Berlin 2002.
- Band 66: Frank Spieker: Hermann Höpker Aschoff – Vater der Finanzverfassung. Duncker & Humblot, Berlin 2004.
- Band 67: Paul Laband: Staatsrechtliche Vorlesungen. Vorlesungen zur Geschichte des Staatsdenkens, zur Staatstheorie und Verfassungsgeschichte und zum deutschen Staatsrecht des 19. Jahrhunderts, gehalten an der Kaiser-Wilhelm-Universität Straßburg 1872–1918. Bearb. und hrsg. von Bernd Schlüter. Duncker & Humblot, Berlin 2004, ISBN 3-428-11219-9.
- Band 68: Peter Unruh: Weimarer Staatsrechtslehre und Grundgesetz. Ein verfassungstheoretischer Vergleich. Duncker & Humblot, Berlin 2004, ISBN 978-3-428-11450-4.
- Band 69: Albrecht von Arnswaldt: De Vicariatus controversia. Beiträge Hermann Conrings in der Diskussion um die Reichsverfassung des 17. Jahrhunderts. Duncker & Humblot, Berlin 2004.
- Band 70: Stephan Wagner: Der politische Kodex. Die Kodifikationsarbeiten auf dem Gebiet des öffentlichen Rechts in Österreich 1780–1818. Duncker & Humblot, Berlin 2004.
- Band 71: Rüdiger Suppé: Die Grund- und Menschenrechte in der deutschen Staatslehre des 19. Jahrhunderts. Duncker & Humblot, Berlin 2004.
- Band 72: Michael Hecker: Napoleonischer Konstitutionalismus in Deutschland. Duncker & Humblot, Berlin 2005, ISBN 3-428-11264-4.
- Band 73: Judith Hilker: Grundrechte im deutschen Frühkonstitutionalismus. Duncker & Humblot, Berlin 2005.
- Band 74: Katrin Ellen Kummer: Landstände und Landschaftsverordnung unter Maximilian I. von Bayern (1598–1651). Duncker & Humblot, Berlin 2005.
- Band 75: Ernst Pitz: Verfassungslehre und Einführung in die deutsche Verfassungsgeschichte des Mittelalters. Duncker & Humblot, Berlin 2006.
- Band 76: Julia Haas: Die Reichstheorie in Pufendorfs „Severinus de Monzambo“. Monstrositätsthese und Reichsdebatte im Spiegel der politisch-juristischen Literatur von 1667 bis heute. Duncker & Humblot, Berlin 2007, ISBN 978-3-428-12315-5.
- Band 77: Ingo Knecht: Der Reichsdeputationshauptschluß vom 25. Februar 1803. Rechtmäßigkeit, Rechtswirksamkeit und verfassungsgeschichtliche Bedeutung. Duncker & Humblot, Berlin 2007.
- Band 78: Winfried Klein: Die Domänenfrage im deutschen Verfassungsrecht des 19. Jahrhunderts. Duncker & Humblot, Berlin 2007, ISBN 978-3-428-12209-7 (zugl. Heidelberg, Universität, Diss., 2006).
- Band 79: Carl-Christian Dressel: Die Entwicklung von Verfassung und Verwaltung in Sachsen-Coburg 1800–1826 im Vergleich. Duncker & Humblot, Berlin 2007.
- Band 80: Florian Scriba: „Legale Revolution“? Zu den Grenzen verfassungsändernder Rechtssetzung und der Haltbarkeit eines umstrittenen Begriffs. Duncker & Humblot, Berlin 2009.
- Band 81: Alexander Begert: Die Entstehung und Entwicklung des Kurkollegs. Von den Anfängen bis zum frühen 15. Jahrhundert. Duncker & Humblot, Berlin 2010, ISBN 978-3-428-13222-5.
- Band 82: Joachim v. Wedel: Zur Entwicklung des deutschen parlamentarischen Zweikammersystems. Duncker & Humblot, Berlin 2011.
- Band 83: Gerhard Pfannkuche: Patrimonium – Feudum – Territorium. Zur Fürstensukzession im Spannungsfeld von Familie, Reich und Ständen am Beispiel welfischer Herrschaft im sächsischen Raum bis zum Jahre 1688. Duncker & Humblot, Berlin 2011.
- Band 84: Christian Thiem: Die Länderkammer der Deutschen Demokratischen Republik (1949–1958). Eine verfassungsgeschichtliche Darstellung von der Entstehung bis zur Auflösung. Duncker & Humblot, Berlin 2011, ISBN 978-3-428-13599-8.
- Band 85: Anna-Lena Strelitz-Risse: Das Zensuswahlrecht. Erscheinungsformen, Begründung und Überwindung am Beispiel Frankreichs und Deutschlands. Duncker & Humblot, Berlin 2018, ISBN 978-3-428-15407-4.
- Band 86: Juliane Hoffmann: Die Änderung parlamentarischer Geschäftsordnungen im Vorgriff auf politische Konflikte. Am Beispiel der Änderung der Geschäftsordnung des Preußischen Landtags vom 12. April 1932. Duncker & Humblot, Berlin 2018, ISBN 978-3-428-15542-2.
- Band 87: Philipp Bender: Eine Rheinische Republik? Die ersten Rheinstaatsbestrebungen 1918/19 in Zeiten des völker- und verfassungsrechtlichen Umbruchs. Duncker & Humblot, Berlin 2019, ISBN 978-3-428-15746-4.
- Band 88: Horst Dippel: Moderner Konstitutionalismus. Entstehung und Ausprägungen. England – Nordamerika – Frankreich – Deutschland – Europa/Europäische Union – Lateinamerika. Duncker & Humblot, Berlin 2021, ISBN 978-3-428-18129-2.
- Band 89: Christoph Johannes Smets: Verfassungskontinuität. Kontinuitäts- und Diskontinuitätsaussagen der deutschen Verfassungen vom Alten Reich bis 1849. Duncker & Humblot, Berlin 2021, ISBN 978-3-428-18270-1.
- Band 90: Jörn Grotjahn: Partei oder Verein? Eine historisch-systematische Untersuchung zum Parteibegriff des Grundgesetzes. Duncker & Humblot, Berlin 2022, ISBN 978-3-428-15927-7.